# Erythroxylum lenticellosum
Erythroxylum lenticellosum là một loài thực vật có hoa trong họ Erythroxylaceae. Loài này được Huber mô tả khoa học đầu tiên năm 1909.